# Primo Magnani
Primo Magnani (né le 31 mars 1892 à Pavie et mort le 17 juin 1969 à Milan) est un coureur cycliste italien. Lors des Jeux olympiques de 1920 à Anvers, il a remporté la médaille d'or de la poursuite par équipes avec Ruggero Ferrario, Franco Giorgetti et Arnaldo Carli.

## Palmarès
- 1919
  - 3e de la Coppa Bernocchi
- 1920
  -  Champion olympique de poursuite par équipes (avec Ruggero Ferrario, Franco Giorgetti et Arnaldo Carli)